# Hố tro
Một hố tro là tàn dư của một vụ cháy rừng. Đó là một lỗ trên mặt đất chứa đầy tro, có thể chứa than hồng nóng bên dưới. Đó là một trong nhiều mối nguy hiểm phải đối mặt với những vụ cháy rừng. Nó cũng là một mối nguy hiểm cho người dân và vật nuôi của họ trở lại sau khi một đám cháy đã tắt.
Một hố tro có thể không được nhìn thấy từ mặt đất phía trên, và có thể vẫn nóng trong nhiều ngày. Những người vô tình bước vào một người có thể bị bỏng nặng hoặc bị giết.
Sau khi một đám cháy đã tắt, lính cứu hỏa có thể phát hiện các hố tro từ máy bay trực thăng bằng cảm biến hồng ngoại. Sau đó họ đào sâu vào chúng, và dập tắt chúng để ngăn chặn sự bùng phát.

## Nguyên nhân
Sau khi một ngọn lửa đốt nhiên liệu dưới lòng đất, nó có thể tạo ra một khoảng trống chứa đầy tro từ nhiên liệu bị đốt cháy. Có một số yếu tố môi trường làm tăng khả năng hố tro được hình thành. Nó có thể là kết quả của sự hiện diện của hệ thống rễ cây và cây bụi rộng lớn, cũng như than bùn và bụi than sâu bao phủ đất khoáng. Các lỗ được tạo ra bởi động vật, chẳng hạn như mật sói và lửng, có thể trở thành hố tro. Các lỗ gặm nhấm bị bỏ rơi có thể trở nên đầy những mảnh vụn hữu cơ khô. Một khi các mảnh vỡ này bị đốt cháy, một hố tro có thể được sản xuất. Các khu vực đã được sửa đổi bởi con người cũng có thể trở thành hố tro nguy hiểm. Ví dụ bao gồm các khu vực được cải tạo với thiết bị nặng, cọc máy ủi cũ, cũng như các xưởng cưa và bãi gỗ.

## Phát hiện
Hố tro đôi khi có thể được phát hiện bởi sự hiện diện của tro trắng hoặc bầy côn trùng bay lượn trên chúng.
Khói mờ gần như tan biến nhanh chóng có thể được nhìn thấy phát ra từ một hố tro khi nó nằm giữa người quan sát và mặt trời.
Do việc đốt cháy là không hoàn toàn, một hố tro cũng có thể tạo ra mùi của creosote cháy hoặc đốt cháy không hoàn toàn.

## Dập tắt
Khi phát hiện, đánh dấu hoặc cắm vị trí hố tro được khuyến khích. Nên tránh những khu vực có tiềm năng sản xuất hố tro.